# 島津久統
島津 久統（しまづ ひさのり）は、江戸時代後期の薩摩藩士。都城私領主である都城島津家23代当主。

## 生涯
安永10年（1781年）、22代当主島津久倫の嫡男に生まれる。寛政元年（1789年）、鹿児島城に於いて元服し、久統と名乗る。
文化9年（1812年）、宗家島津斉興の拝謝使として家老以下を随え江戸へ赴き、将軍徳川家斉に拝謁し、太刀、馬などを献上する。文政2年（1819年）、父久倫から家督を譲り受ける。同8年（1825年）、家臣を登用するにあたり格式よりも実力を重んじる旨を布告した。また、3代続けて職務に精励した家は家格を昇進させるが、職務を懈怠した家は持高および屋敷を没収する旨定めた。その他、家臣に対し常に文武を奨励するようたびたび通達を出している。
文政年間、前家老安山松巌を大和国や河内国に派遣し、綿の栽培法を視察させ、また肥後国にも派遣し、養蚕を視察させ、領内に綿の栽培や養蚕を広めた。また、父久倫が着手した領内の地誌編纂事業の成果として『庄内地理志』全113巻が完成した。現在、102巻が現存しており、江戸時代後期の都城を知る貴重な史料となっている。
天保5年（1834年）、鹿児島にて54歳で死去。龍峰寺に葬られた。